# Alison Bales
Alison Marie Bales (* 4. April 1985 in Indianapolis, Indiana, Vereinigte Staaten) ist eine professionelle Basketballspielerin. Zurzeit spielt sie für die Atlanta Dream in der Women’s National Basketball Association.

## Karriere

### College
Bales spielte für das Damen-Basketballteam der Duke University.

### Women’s National Basketball Association
Bales wurde im WNBA Draft 2007 von den Indiana Fever an der neunten Stelle ausgewählt.
Am 25. April 2008 spielte Barack Obama an der Maple Crest Middle School in Kokomo, Indiana mit den Studenten Basketball. Auch Bales nahm an diesem Spiel teil und spielte im Team von Obama, welches das Spiel mit 15:5 für sich entscheiden konnte. Indiana Fever Star Tamika Catchings übernahm in diesem Spiel die Rolle des Schiedsrichters.
Am 4. Juli 2008 wurde sie für Kristen Mann zu den Atlanta Dream transferiert.